# Пабло Кларис
Пабло Кларіс і Казадемун (1 січня 1586, Барселона — 27 лютого 1641, там же) — каталонський адвокат, священник і 94-й президент Каталонії на початку каталонського повстання. 16 січня 1641 року він оголосив каталонську Республіку під захистом Франції.

## Життєпис

### Ранні роки
Кларіс народився в Барселоні. Його батьківська сім'я була з Берга, і обидва його діда, Франсеск, і його батько, Джуан, були відомі юристи в Барселоні. Пабло був молодшим з чотирьох братів, і його старший брат, Франсеск, який був адвокатом, зробив сильний вплив на шляху свого брата до політики. Родина Пабло Клариса мала значну економічну й адміністративну владу в Барселоні.
Хоча цілком можливо, що його освіта, можливо, була ширшою, відомо тільки, що Кларіс отримав ступінь доктора цивільного права та канонічного права з Університету Барселони, і що він вивчав курс в період між 1604 і 1612 роками.
28 серпня 1612 року Пабло Кларіс був призначений на роботу в La Seu d'Urgell, резиденцію єпископа Каталонії. 25 вересня того ж року, він був призначений каноніком, і представлений в єпархії Urgell.

## Політична кар'єра
У 1626 році Кларіс був обраний як представник церкви в Парламенті Каталонії, який відкрився 28 березня на тлі неспокійної політичної ситуації після того, як новий король Іспанії, Філіп IV, не ратифікував каталонську конституцію і став обкладати податками. Каталонська церква була вичерпана від королівських податків і була проти практики висунення єпископів з Кастилії в каталонські єпархії. Відмова платити податок у розмірі 3 300 000 дукатів викликала негайний від'їзд короля в Мадрид.
У 1632 парламент був відновлений, хоча і з тих же членів, що і в 1626 році. З цього приводу, повстання проти іспанської корони було очевидним, на чолі з блискучим поколінням юристів, таких як Жуан Пере Фонтанелья, який був юридичним радником генералітету і зіграв свою роль у кризі відносин між Каталонією і Короною, що закінчилася відділенням 1640 року.
У 1632 році Кларіс призначив вибори і 15 липня призначив Виконавчу раду з 18 членів.
Чудовим політичним епізодом цього періоду життя Клариса були бунти у Віку. В результаті папської концесії, яка дала королю Іспанії десяту частину доходів Церкви в Іспанії, народні хвилювання спалахнули в єпархії Вік під керівництвом архідиякона Мельхіора Палау і Боско, який мав гарячу підтримку двох канонів Уржель: Жавме Ферана і Пабло Кларіса.
Викрадення церковної власності в Віку Королівським судом викликало революційні демонстрації з наклепом і погрозами диверсій в області протягом весни і літа 1634 року. Незважаючи на тиск єпископа Жирони, Рада Арагону тільки наважилася посадити диякона Пабло Карфорта. Нарешті, конфлікт затримав виплату десятої частини до кінця листопада.
У 1630 і 1636 роках, Кларіс брав участь у Раді Таррагони. У 1636 році, незважаючи на зусилля нейтралізувати архієпископа Таррагони іспанця Антоніо Переса, він домігся затвердження норми, згідно з якою всі проповіді в Князівстві були каталонською мовою.

## Президентство в Генералітеті
22 липня 1638 року Пабло Кларіс був обраний церковним депутатом генералітету. Інші члени, обрані разом з Кларісом, були Жавме Ферран і Рафаель Серда як церковні аудитори.
Як член церкви, Кларіс і далі головував на засіданнях уряду. Віце-король в Санта-Колома марно намагався підкупити Кларіса, оскільки він були незручним в його ролі у службі.

## Каталонська республіка
24 листопада іспанська армія під командуванням Педро Фахардо, маркіза Лос Велеса, вторглася в Каталонію з півдня. 23 грудня Пабло Кларіс підняв тривогу і оголосив війну королю Іспанії, Філіпу IV. Переможний наступ Кастильских військ на Тортозу, Камбрілс, Таррагону і Мартурель змусили Раду озброєнь поступитися французькому тиску, а 16 січня і 17 січня, Рада прийняла пропозицію, що перетворила Каталонію в республіку під захистом Франції.
Але кастільці, які підійшли до Барселони, тисли, і Кларіс ліквідував республіканський проєкт і оголосив Людовика XIII графом Барселони 23 січня 1641 року, за три дні до битви при Монжуїку, де переміг кастильські сили і припинив атаку на Барселону 26 січня 1641 року.

## Смерть
20 лютого 1641 року французький дипломат і військовий Філіп де Ла Мот-Худанкур увійшов до Барселони з повноваженнями Генерального капітана всіх армій, які воюють в Каталонії. Того ж дня, Кларіс важко захворів і на наступний день отримав останнє причвстя.
Пабло Кларіс помер в ніч на 27 лютого 1641 року. Незважаючи на те, що він діяв менш як рік, теорія про можливе отруєння, поширена з першого моменту (лист від Роджера де Буссе для кардинала Рішельє) має багато аргументів. Сучасні дослідження підтримують цю можливість.
Кларіс був похований у сімейному склепі каплиці Христової Церкви Святого Івана Єрусалимського в Барселоні. На жаль, у 1888 році, в контексті реформ для Всесвітньої виставки в Барселоні, церква була знесена.